# Ysyk-Ata (distrikt)
Ysyk-Atinskij Rajon (ryska: Ысык-Атинский Район) är ett distrikt i Kirgizistan.   Det ligger i oblastet Tjüj Oblusu, i den centrala delen av landet, 40 km öster om huvudstaden Bisjkek.
Följande samhällen finns i Ysyk-Atinskij Rajon:
- Ivanovka